# Четверть доллара Барбера
25 центов Барбера — серебряные монеты США номиналом в 25 центов, которые чеканились с 1892 по 1915 годы. На аверсе монеты изображена женщина, символизирующая Свободу, а на реверсе белоголовый орлан — геральдический символ США.

## История
25 центов Барбера чеканились с 1892 по 1916 год. Они сменили четверть доллара с сидящей Свободой, находившиеся в обиходе более 50 лет. С 1879 года тиражи 25-центовых монет были минимальными, из-за чего накопилось большое количество стёршихся монет низкого качества. Это стало предпосылкой разработки монет нового типа.
Был объявлен конкурс, который выиграл гравёр Чарльз Барбер. Им был разработан дизайн 10-, 25- и 50-центовых монет. Эти 3 монеты во многом схожи. Изображение аверса на них одинаково, реверс 25- и 50-центовых монет практически не отличается.
25 центов Барбера чеканились на 4 монетных дворах. О происхождении монеты из того или другого монетного двора свидетельствует небольшая буква под изображением орлана:
- отсутствует — монетный двор Филадельфии, Пенсильвания
- D — монетный двор Денвера, Колорадо
- O — монетный двор Нового Орлеана, Луизиана
- S — монетный двор Сан-Франциско, Калифорния

## Изображение

### Аверс
На аверсе монеты находится бюст женщины, символизирующий Свободу. Её волосы окаймляет лавровый венок и диадема, на которой расположена надпись «LIBERTY». Над изображением Свободы полукругом идёт девиз «IN GOD WE TRUST», внизу — датировка года чеканки, а по бокам находятся 13 звёзд по числу первых штатов.
На основании шеи можно разглядеть букву B, которая является монограммой гравёра Барбера.

### Реверс
В центре реверса располагается белоголовый орлан, держащий в лапах стрелы и оливковую ветвь. Его изображение повторяет лицевую сторону Большой печати США. Над орланом расположено 13 звёзд. В клюве он держит ленту с девизом «E PLURIBUS UNUM». По краю монеты полукругом расположены две надписи: сверху — «UNITED STATES OF AMERICA», снизу — обозначение номинала монеты «QUARTER DOLLAR».

## Тираж
| Год  | Отчеканено в Филадельфии | Отчеканено в Денвере | Отчеканено в Новом Орлеане | Отчеканено в Сан-Франциско |
| ---- | ------------------------ | -------------------- | -------------------------- | -------------------------- |
| 1892 | 8 236 000 (1245)         |                      | 2 640 000                  | 964 079                    |
| 1893 | 5 444 023 (792)          |                      | 3 396 000                  | 1 454 535                  |
| 1894 | 3 432 000 (972)          |                      | 2 852 000                  | 2 648 821                  |
| 1895 | 4 440 000 (880)          |                      | 2 816 000                  | 1 764 681                  |
| 1896 | 3 874 000 (762)          |                      | 1 484 000                  | 188 039                    |
| 1897 | 8 140 000 (731)          |                      | 1 414 800                  | 542 229                    |
| 1898 | 11 100 000 (735)         |                      | 1 868 000                  | 1 020 592                  |
| 1899 | 12 624 000 (846)         |                      | 2 644 000                  | 708 000                    |
| 1900 | 10 016 000 (912)         |                      | 3 416 000                  | 1 858 585                  |
| 1901 | 8 892 000 (813)          |                      | 1 612 000                  | 72 664                     |
| 1902 | 12 196 967 (777)         |                      | 4 748 000                  | 1 524 612                  |
| 1903 | 9 669 309 (755)          |                      | 3 500 000                  | 1 036 000                  |
| 1904 | 9 588 143 (670)          |                      | 2 456 000                  |                            |
| 1905 | 4 967 523 (727)          |                      | 1 230 000                  | 1 884 000                  |
| 1906 | 3 655 760 (675)          | 3 280 000            | 2 056 000                  |                            |
| 1907 | 7 192 000 (575)          | 2 484 000            | 4 560 000                  | 1 360 000                  |
| 1908 | 4 232 000 (545)          | 5 788 000            | 6 244 000                  | 784 000                    |
| 1909 | 9 268 000 (650)          | 5 114 000            | 712 000                    | 1 348 000                  |
| 1910 | 2 244 000 (551)          | 1 500 000            |                            |                            |
| 1911 | 3 720 000 (543)          | 933 600              |                            | 988 000                    |
| 1912 | 4 400 000 (700)          |                      |                            | 708 000                    |
| 1913 | 484 000 (613)            | 1 450 800            |                            | 40 000                     |
| 1914 | 6 244 230 (380)          | 3 046 000            |                            | 264 000                    |
| 1915 | 3 480 000 (450)          | 3 694 000            |                            | 704 000                    |
| 1916 | 1 788 000                | 6 540 800            |                            |                            |

(в скобках обозначено количество монет качества пруф)
Суммарный тираж монет данного типа составляет более 262 миллионов штук.

## Наиболее редкие 25-центовые монеты Барбера
Наиболее редкими и ценными среди 25-центовиков Барбера являются монеты типа 1896-S (тираж 188 тысяч), 1901-S (тираж 72 тысячи) и 1913-S (тираж 40 тысяч). Их стоимость может достигать $240 000.